# Isla Chelleca
Chelleca, también llamado Chilliqa, es un pequeño islote boliviano ubicado en el lago Titicaca, del departamento de La Paz en las coordenadas (16°3′1″S 69°8′19″O / -16.05028, -69.13861), entre la isla del Sol y la península de Yampupata en el estrecho del mismo nombre. La isla tiene forma redonda y presenta unas dimensiones de 209 metros de largo por 130 metros de ancho y una superficie aproximada de 0,02 km².